# Vodotîii, Brusîliv
Vodotîii (în ucraineană Водотиї) este localitatea de reședință a comunei Vodotîii din raionul Brusîliv, regiunea Jîtomîr, Ucraina.

## Demografie
Componența lingvistică a localității Vodotîii
     Ucraineană (98,02%)
     Rusă (1,58%)
     Alte limbi (0,4%)
Conform recensământului din 2001, majoritatea populației localității Vodotîii era vorbitoare de ucraineană (98,02%), existând în minoritate și vorbitori de rusă (1,58%).